# Wet bescherming persoonsgegevens (België)
De Wet bescherming persoonsgegevens, voluit de Wet betreffende de bescherming van natuurlijke personen met betrekking tot de verwerking van persoonsgegevens van 30 juli 2018, is de Belgische wet die uitgevaardigd werd in uitvoering van de Europese Algemene verordening gegevensbescherming (AVG 2016/679). De wet trad op 5 september 2018 in werking.

## Toepassing van de wet in organisaties en bedrijven
De Gegevensbeschermingsautoriteit adviseert een 13-stappenplan om de wettelijke verplichtingen inzake gegevensbescherming in te voeren:
1. Bewustmaking: informeer beleidsmakers over de aankomende veranderingen
2. Dataregister: registreer de verwerkingen van persoonsgegevens die je verricht
3. Communicatie: evalueer je privacyverklaring en planwijzigingen hieraan
4. Rechten van de betrokkene: ga na of de huidige procedures alle rechten voorzien
5. Verzoek tot toegang: bedenk hoe je verzoeken tot toegang zal behandelen
6. Wettelijke grondslag: identificeer de wettelijke grondslag voor elke verwerking
7. Toestemming: evalueer de wijze waarop je toestemming vraagt en registreert
8. Kinderen: ontwikkel systemen die de leeftijd van de betrokkene nagaan
9. Gegevenslekken: voorzie procedures om gegevenslekken op te sporen, te rapporteren en te onderzoeken
10. Gegevensbescherming door ontwerp en GEB gegevensbeschermingseffectbeoordeling (Engels data protection impact assessment, DPIA): ga na hoe je deze concepten kan implementeren (concept "Privacy by design")
11. Functionaris voor gegevensbescherming (Engels: Data Protection Officer, DPO): duid een verantwoordelijke aan (indien nodig) of een vertegenwoordiger
12. Internationale activiteiten: bepaal onder welke toezichthoudende autoriteit je valt
13. Bestaande contracten: beoordeel je bestaande contracten en breng tijdig de noodzakelijke veranderingen aan.

## Rechten van privépersonen
De Gegevensbeschermingsautoriteit wijst ook op de rechten die de burger heeft wanneer diens persoonlijke gegevens worden verwerkt:
1. Wat zijn precies "persoonsgegevens"
2. Het recht om uw gegevens in te zien
3. Het recht om gegevens te laten verbeteren
4. Het recht om uw gegevens te laten wissen
5. Het recht om beperkte verwerking van uw gegevens op te vragen
6. Het recht op overdraagbaarheid van uw gegevens
7. Het recht om bezwaar te maken tegen de verwerking van gegevens.